# 小林由美子
小林由美子（日语：／ Kobayashi Yumiko，1979年6月18日—），日本女性聲優，出生於千葉縣八日市場市（即現匝瑳市）。
2006年4月7日在個人網站宣佈結婚。2007年9月由於母親及祖母接連過世，因此宣布退出ARTSVISION事務所。
2018年6月1日，矢島晶子卸下長年擔任《蜡笔小新》主角野原新之助的配音。經過兩週之後的6月14日，動畫官方正式宣佈決定由小林接任。

## 參與作品

### 電視動畫
- 宇宙海盜米特的大冒險（年賀正月）
- Tactical Roar（海里美晴）

1998年
- 機甲發明小子（ロース）
- 变形金刚·野兽之战II（幼狮）

1999年
- 迷糊女战士（小林エクセル）
- 烏龍派出所（姬野惠、龜良寫太）
- 徽章戰士（毛豆）

2000年
- 櫻花大戰TV版（虎少爺）
- 神奇寶貝（ミノル）
- 純情房東俏房客（莎拉·麥杜爾）
- 第一神拳（女學生）
- 六門天外（路克）
- GEAR戰士電童（中澤禮子）
- 真·女神轉生 惡魔之子（火龍 其他）

2001年
- 妹妹公主（衛）
- 小小雪精靈（小雷）
- 宇宙人形17（五十嵐雄大、男學生）
- 電腦冒險記（結城健人）

2002年
- 網球王子（壇太一）
- 妹妹公主 RePure（衛）
- Bom Bom弹珠人太空战士（小寶）
- 犬夜叉（阿文）
- 幸運大頭狗（普蕾蒂／亞歷克斯）
- 閃靈二人組（年幼的風鳥院花月）

2003年
- PEACE MAKER鐵（市村鐵之助）
- 魔法少年賈修（魔物的孩子）
- 哈姆太郎（小向日葵）
- 人生交叉點（周平）
- 一騎當千（吉）

2004年
- SD鋼彈FORCE（武者頑駄無 元氣丸）
- 殺戮都市（杉原亮太）
- 火影忍者（繩樹）
- 神奇寶貝超世代（君麻呂）
- 烘焙王（東和馬）
- 花右京女僕隊La Verite（裁判君）
- 雙戀 Alternative（東尾）
- 忘卻的旋律（安藤洋水）

2005年
- 植木的法则（碧琪·狼）
- 灼眼的夏娜（緒方真竹）
- 魔豆傳奇（托比）
- 神樣中學生（三葉丸）
- 哆啦A夢(水田山葵版)（火星人的孩子、哆啦美、皮波 等）

2006年
- 童話槍手小紅帽（凱因）
- TSUBASA翼（鋼丸）
- 妖逆門（多聞三志郎）
- ×××HOLiC（小狐狸）
- 舞-乙HiME（瑪亞·布萊絲）
- 我的裘可妹妹（石田驅）

2007年
- 我們這一家（瓜彥、孩童、男子B、男子A、男子、戶山・娘）
- 一騎當千 Dragon Destiny（于吉）
- Venus Versus Virus（陽司）
- 鐵馬少年（梅爾（孩童時代））
- 灼眼的夏娜（緒方真竹）
- 電腦線圈（亮）
- 悲慘世界 少女珂賽特（嘉布羅修）
- 少女的奇幻森林（功太郎）
- 驅魔少年（計算的丹）

2008年
- ARIA The ORIGINATION（アヒト）
- 海馬
- 家庭教師HITMAN REBORN!（琴傑·布萊德）
- Keroro軍曹（鈴木雙葉）
- 屍姬 赫（花神旺里（少年時代））
- 秀逗魔導士 Revolution（波克塔）
- SOUL EATER（Black☆Star）
- 深淵傳奇（伊昂、辛克）
- ×××HOLiC◆繼（小狐狸）
- 魔法使的條件 夏季的天空（草太）
- 棒球大聯盟 4th season（信二）
- 鬼太郎第5期（鈴村翔子、羽原舞、未來）
- 麵包超人（小天〈第3代〉、肥皂泡超人〈第3代〉、阿翔）

2009年
- 你好 安妮 ～Before Green Gables（霍瑞斯·湯瑪斯）
- 閃電十一人（霧隠才次）
- 源氏物語千年紀 Genji（光る君、春宮、女房B）
- 屍姬 玄（花神旺里（少年時代））
- 秀逗魔導士 EVOLUTION-R（波克塔）
- 楚楚可憐超能少女組（河村武）
- 戰爭童話（横田則夫）
- 東京震級8.0（小野澤悠貴）
- 火影忍者疾風傳（繩樹）
- BASQUASH!（貝爾·林頓）
- 閃亮雙胞胎（地主純一郎）
- 空中鞦韆（池山拓也）

2010年
- 動物偵探奇魯米（高柳俊樹）
- Angel Beats!（大山）
- Heartcatch 光之美少女！（裕人）

2011年
- Rio Rainbowgate!（傑克）
- Suite 光之美少女♪（南野奏太）
- 名偵探柯南（小野田惠太）
- 神樣DOLLS（桐生）
- 神奇寶貝超級願望（小菊兒）
- 丹特丽安的书架（艾拉）
- 青之驅魔師（洋平）

2012年
- 蠟筆小新（猴子玩具）
- 新網球王子（壇太一）
- JOJO的奇妙冒險（波克）
- 人類衰退之後（妖精小姐）
- 黑魔女學園（惡魔情）
- 魯邦三世 -名為峰不二子的女人-（馬可）

2013年
- 团地友夫（福澤）

2014年
- 鬼燈的冷徹（小白）
- Soul Eater Not!（黑暗☆之星）
- 怪盜Joker（小八）
- 七大罪（米德）

2015年
- 偵探歌劇 少女福爾摩斯 TD（史卡雷特·歐哈達）
- 食戟之靈（少年四宮）
- 雙槍激鬥（喬納森·西斯摩爾）
- 終結的熾天使 名古屋決戰篇（雷斯特·卡）

2016年
- 新我們這一家（戶山太太的女兒）
- Re：從零開始的異世界生活（米爾德）
- 食戟之靈 貳之皿（少年四宮）
- 齊木楠雄的災難（入達遊太）

2017年
- 小松先生 第二季（榮太郎）
- 鬼燈的冷徹 第貳期（小白）

2018年
- 鬼燈的冷徹 第貳期 其之貳（小白）
- 溫泉屋小女將（澄川清志郎〈鳥居〉[4]）
- 琴之森（大貴）
- 蠟筆小新（野原新之助（2代））
- 我喜歡的妹妹不是妹妹（衛）

2019年
- 閃電十一人 獵戶座的刻印（馬利克·庫瓦貝爾）

2020年
- 新原子小金剛
- 數碼寶貝大冒險：（泉光子郎[5]）
- 夢夢貓（朋吉）
- Re：從零開始的異世界生活 2nd season（米爾德）
- 神奇柑仔店 錢天堂（大熊北斗）

2021年
- 工作細胞!!（可愛細菌）
- 七大罪 憤怒的審判（米德）

2022年
- 泡泡糖忍戰（邦[6]）
- 平家物語（年幼的平資盛）
- 鍵等（大山）
- 真·一騎當千（于吉）
- 數碼寶貝幽靈遊戲（偵查獸）
- 奇米萌 CHIMIMO（郁雄）
- 黃金神威第四季（千代太郎）

2023年
- 逃走中 THE GREAT MISSION（トムラハル[7]）
- AI電子基因（帕瑪）

2024年
- 美妙寵物 光之美少女（野原新之助[8]）
- 七龍珠大魔（界王神〈迷你〉[9]）

2025年
- 航海王 蛋頭島篇（金妮）
- 噗妮露是可愛史萊姆第二季（喬爾朱）

### OVA
- 超级机器人大战ORIGINAL GENERATION THE ANIMATION（冰川諒斗）

2001年
- Puni Puni Poemy（ワタナベぽえみ）

2006年
- 灼眼的夏娜SP 「戀愛與溫泉的校外學習！」（緒方真竹）

2011年
- Carnival Phantasm（远野志贵（幼年））

2012年
- 堀與宮村（堀創太）

2014年
- 堀與宮村（堀創太）

2017年
- 鬼燈的冷徹 OAD4（小白）

### 動畫電影
- 永遠之久遠（ツトム）

'2004年
- 蒸氣男孩

2006年
- 銀髮阿基德（年幼的阿基德）

2011年
- 新·大雄與鐵人兵團（嗶啵）

2019年
- 蠟筆小新：新婚旅行風暴～奪回廣志大作戰～（野原新之助）

2020年
- 蠟筆小新：激戰！塗鴉王國與差不多四勇者（野原新之助）

2021年
- 蠟筆小新：謎案！天下春日部學院的怪奇事件（野原新之助）

2022年
- 地球外少年少女（種子島博士[10]）
- 蠟筆小新：幽靈忍者珍風傳（野原新之助）
- 漂流家園（小祝太志[11]）

2023年
- 新次元！蠟筆小新THE MOVIE 超能力大決戰 ～飛吧！手卷壽司～（野原新之助）
- 鬼太郎誕生 咯咯咯之謎（長田時彌[12]）

2024年
- 蠟筆小新：我們的恐龍日記（野原新之助）

2025年
- 蠟筆小新：超华丽！灼热的春日部舞者（野原新之助）

### 海外配音作品
2011年
- 阿甘妙世界（陶阿達）

### 遊戲
2002年
- 愛神餐館（莎菲朗）
- 超魔法大戰（Cross Hermit）（伊里安·維奈特）

2004年
- 秋之回憶:從今以後（紗代里）

2005年
- 反亂獵人X（導航員）
- 美少女夢工廠4（利伊）

2006
- 心跳回憶 Girl's Side 2nd Kiss（音成遊）

2007年
- 第2次超級機械人大戰OG（冰川諒斗、雅莉艾兒·歐格）
- 信賴鈴音 ~蕭邦之夢~（Beat）

2008年
- 弧光之源2-意志（Luminous Arc 2-Will）（サティ）

2017年
- 東京放學後召喚師（日语：東京放課後サモナーズ） （白面[13]、基姆那[14]）

2018年
- 東京放學後召喚師（武藏[15]）
- Sdorica 萬象物語（琉、艾利歐）

### 廣播劇
- 篁破幻草子（萬里）
- NEEDLESS（庫魯斯·西爾特、山田）
- 少年同盟（明）
- 漂亮怪獸（胡桃·高梨）

### 角色CD
- NEEDLESS（庫魯斯·西爾特、山田）

## 外部連結
- （日語）－小林由美子的個人官方網站。
- 小林由美子的X（前Twitter） （日語）